# Baltic Chain Tour 2020
Die 9. Baltic Chain Tour 2020 war ein Etappenrennen in den baltischen Staaten Estland, Lettland und Litauen. Es fand vom 13. bis zum 15. Mai 2021 statt. Das Straßenradrennen war Teil der UCI Europe Tour 2020 und wurde dort in der Kategorie 2.2 eingestuft. Gesamtsieger wurde der Este Gert Jõeäär, der für die estnische Nationalmannschaft antrat, vor seinen Landsmännern Alo Jakin vom Team Peloton und Rait Ärm vom Team Tartu 2024-Balticchaincycling.com.
Die Etappen führten alle über mehrheitlich flaches Terrain. Die erste Etappe führte ganz innerhalb Estlands von Tallinn nach Jõgeva. Die zweite Etappe startete in Ülenurme und endete in Valga an der Grenze zu Lettland. Die dritte Etappe sollte ursprünglich in Litauen von Panevėžys nach Utena führen. Aufgrund der COVID-19-Pandemie entschieden sich die Organisatoren jedoch für einen Rundkurs in Lettland rund um Valka.

## Teilnehmende Mannschaften
| UCI Continental Teams Tartu 2024-Balticchaincycling.com Team SKS Sauerland NRW                         |
| Regionalteams Dobeles Dzirnavnieks/FeelFree EVELO Team Memel Cycling Team Peloton RegionTeVeBu-CK Torp |
| Nationalmannschaften Estland Deutschland Lettland Litauen                                              |

## Gesamtwertung
| #   | Fahrer            | Team                              | Zeit        |
| --- | ----------------- | --------------------------------- | ----------- |
| 1.  | Gert Jõeäär       | Estland                           | 12h 03' 10" |
| 2.  | Alo Jakin         | Peloton                           | +0' 05"     |
| 3.  | Rait Ärm          | Tartu 2024-Balticchaincycling.com | +0' 09"     |
| 4.  | Maris Bogdanovics | Lettland                          | +0' 15"     |
| 5.  | Darijus Džervus   | Memel Cycling Team                | +0' 18"     |
| 6.  | Justas Beniušis   | Litauen                           | +0' 20"     |
| 7.  | Pauls Rubenis     | Lettland                          | +0' 22"     |
| 8.  | Siim Kiskonen     | Estland                           | +0' 24"     |
| 9.  | Markus Pajur      | Tartu 2024-Balticchaincycling.com | +0' 25"     |
| 10. | Oskar Nisu        | Estland                           | +0' 25"     |

## Wertungstrikots
| Etappe         | Etappensieger  | Gesamtwertung | Punktewertung | Nachwuchswertung | Teamwertung |
| -------------- | -------------- | ------------- | ------------- | ---------------- | ----------- |
| 1              | Alo Jakin      | Alo Jakin     | Alo Jakin     | Rait Ärm         | Estland     |
| 2              | Rait Ärm       | Gert Jõeäär   | Gert Jõeäär   | Rait Ärm         | Estland     |
| 3              | Gert Jõeäär    | Gert Jõeäär   | Gert Jõeäär   | Rait Ärm         | Estland     |
| Wertungssieger | Wertungssieger | Gert Jõeäär   | Gert Jõeäär   | Rait Ärm         | Estland     |